# Lasioglossum nitidibase
Lasioglossum nitidibase är en biart som först beskrevs av Cockerell 1941.  Lasioglossum nitidibase ingår i släktet smalbin, och familjen vägbin. Inga underarter finns listade i Catalogue of Life.